# Mads M. Nielsen
Mads M. Nielsen, född 10 februari 1971, är en dansk skådespelare. Han är son till skådespelarna Ole Møllegaard och Lane Lind.

## Filmografi (i urval)
- 1989 – Miraklet i Valby
- 2002 – Klättertjuven
- 2004 – Krönikan